# لنینکنت (شهرستان قره‌بداغ کند، داغستان)
لنینکنت (به لاتین: Leninkent) یک منطقهٔ مسکونی در روسیه است که در شهرستان قره‌بودوخ‌کنتسکی واقع شده‌است.